# Geoparque nacional Glaciación Cuaternaria Lushan
El Geoparque nacional Glaciación Cuaternaria Lushan (en chino: 廬山第四紀冰川國家地質公園) está situado en el Monte Lushan de la provincia de Jiangxi, en la República Popular de China, y se extiende a través de un área de 500 km² de la cuenca del lago Poyang.
Es uno de los destinos favoritos del turismo interno chino. Cuenta con excepcionales lugares de la era cuaternaria, en medio de impresionantes paisajes: cumbres y picos, valles, quebradas, barrancos, formaciones rocosas, cuevas y cascadas. El área también contiene un gran número de templos taoístas y budistas, así como varios sitios del confucianismo.
En 1996, el Monte Lushan se convirtió en un Patrimonio de la Humanidad. En 2004, el parque nacional se convirtió en un Geoparque de la UNESCO, y está incluido en la Red Internacional de Geoparques de la UNESCO.